# 韦齐波尔蒂奥
韦齐波尔蒂奥（義大利語：Vezzi Portio），是意大利萨沃纳省的一个市镇。总面积9.69平方公里，人口818人，人口密度84.4人/平方公里（2009年）。ISTAT代码为009067。